# Званка (приток Валдайки)
Званка — река в России, протекает по Окуловскому району Новгородской области и Бологовском районе Тверской области. Устье реки находится в 7,3 км по левому берегу реки Валдайка. Длина реки составляет 12 км.
В 8,8 км от устья, по правому берегу реки впадает река Суховка.
Высота истока — 180,6 м над уровнем моря.

## Данные водного реестра
По данным государственного водного реестра России относится к Балтийскому бассейновому округу, водохозяйственный участок реки — Мста без р. Шлина от истока до Вышневолоцкого, речной подбассейн реки — Волхов. Относится к речному бассейну реки Нева (включая бассейны рек Онежского и Ладожского озера).
Код объекта в государственном водном реестре — 01040200212102000020353.